# Hermosillo (Ávila)
Hermosillo es una localidad española del municipio de Los Llanos de Tormes, perteneciente a  la provincia de Ávila, en la comunidad autónoma de Castilla y León.

## Historia
Hacia mediados del siglo XIX, el lugar, perteneciente ya por entonces al término municipal de Llanos, tenía contabilizadas 22 casas de mala construcción. Aparece descrito en el noveno volumen del Diccionario geográfico-estadístico-histórico de España y sus posesiones de Ultramar de Pascual Madoz de la siguiente manera:

HERMOSILLO: l. de la prov. y dióc. de Avila (14 leg.), part. jud. del Barco de Avila (1), aud. terr. de Madrid (30), c. g. de Castilla la Vieja (Valladolid 30), ayunt. de Llanos (1/4): sit. en una pequeña altura y á la falda del cerro y monte del mismo nombre; le combaten los vientos E., S. y O., y su clima es templado, padeciéndose comunmente calenturas. Tiene 22 casas de mala construccion; una fuente de buen agua, de la que se utilizan los vec. para sus usos; y una ermita (Ntra. Sra. de la Concepcion) con culto público á espensas de los vec. del pueblo, quienes son sus patronos. térm., terreno, pobl., riqueza y contr. con Llanos. (V.)
(Madoz, 1847, p. 176)

En 2022 la localidad tenía empadronados 19 habitantes.